# Nokaneng
Nokaneng è un villaggio del Botswana situato nel distretto Nordoccidentale, sottodistretto di Ngamiland West. Il villaggio, secondo il censimento del 2011, conta 2.067 abitanti.

## Località
Nel territorio del villaggio sono presenti le seguenti 26 località:
- Boajankwe di 137 abitanti,
- Bolatswanamane di 17 abitanti,
- Chiki di 168 abitanti,
- Dineha di 198 abitanti,
- Dirurubele,
- Ditlou di 40 abitanti,
- Guda di 25 abitanti,
- Kobokuboga di 24 abitanti,
- Kubuga di 43 abitanti,
- Majwana di 47 abitanti,
- Mathabanelo,
- Mmadikgabo di 22 abitanti,
- Mokolwane di 24 abitanti,
- Njou di 4 abitanti,
- Nxwee di 338 abitanti,
- Nxweree di 138 abitanti,
- Pampiri di 37 abitanti,
- Phatayanare di 5 abitanti,
- Phatswa di 5 abitanti,
- Polamosege di 15 abitanti,
- Romaso di 5 abitanti,
- Thabuku di 3 abitanti,
- Vet Camp A1 di 4 abitanti,
- Xhademoxhao di 18 abitanti,
- Zanibe I di 17 abitanti,
- Zeneva II